# Jégeső

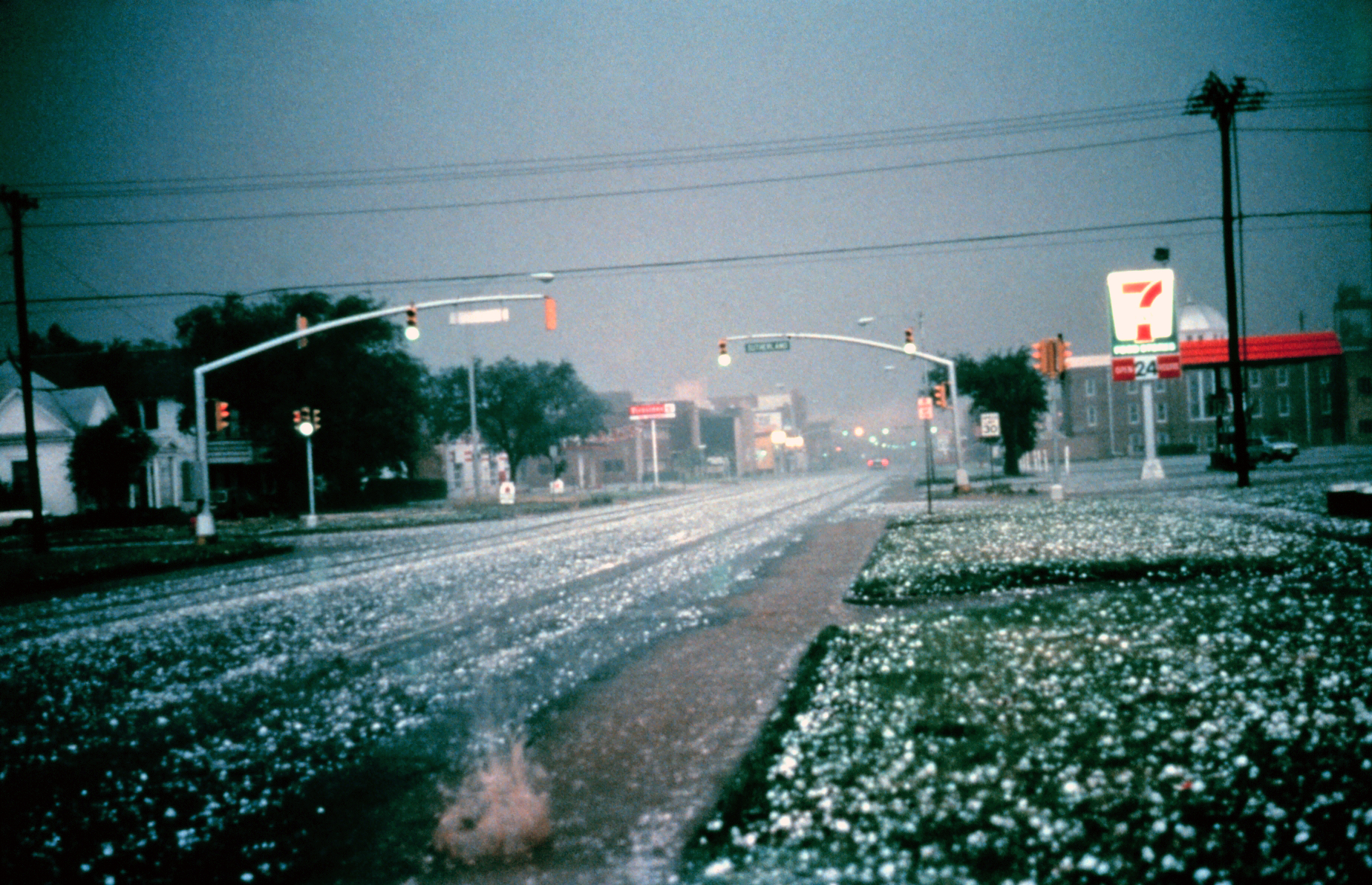
Jégeső

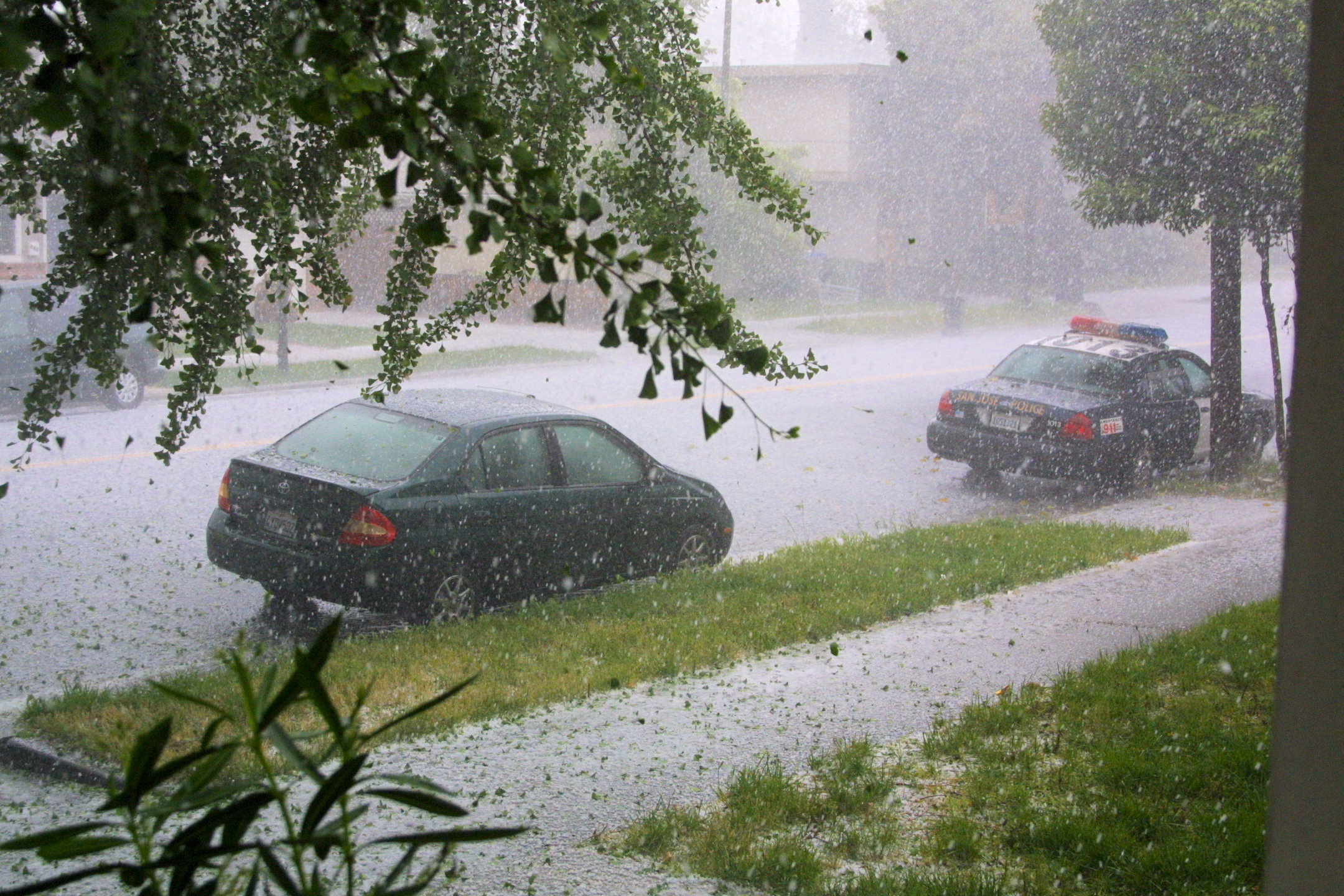
Jégeső

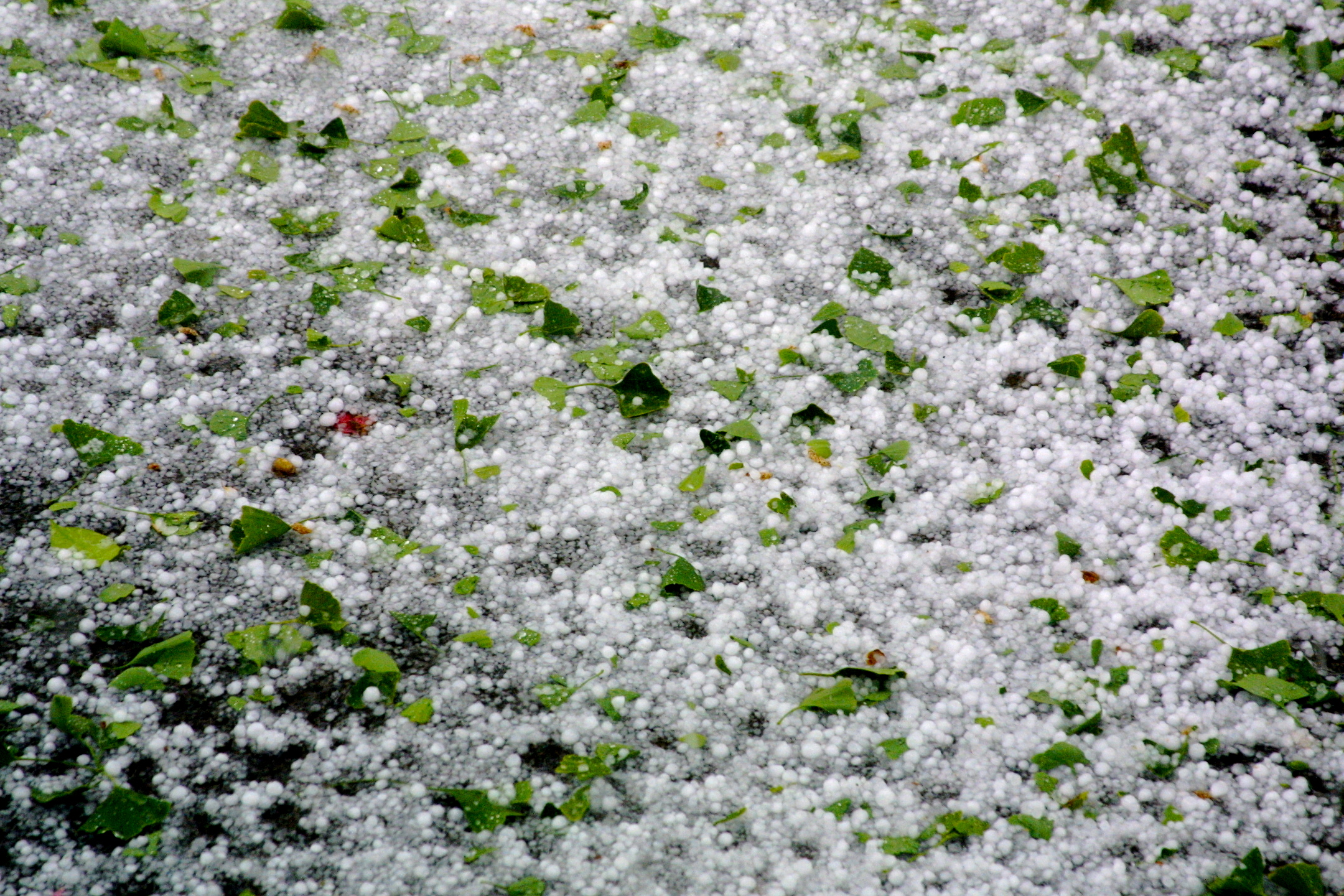
Jégeső után

A jégeső a csapadék egy olyan formája, ami akkor alakul ki, amikor a zivatarban jelenlevő feláramlások a légkör extrém hideg rétegeibe esőcseppeket szállítanak magukkal, ahol azok szilárd halmazállapotúvá fagynak és a kialakuló jégszemek a zivatar leáramlásába kerülve a felszínre hullanak. A jégeső jéggömbök vagy szabálytalan jégrögök formájában, mindig konvektív felhőből - legtöbbször Cumulonimbusból (zivatarfelhőből) - hulló csapadék. Akkor beszélünk jégesőről, ha a jégdarabok átmérője eléri vagy meghaladja az 5 mm-t. Ennél kisebb méret esetén jégdaráról van szó. A zivatarok többségében kialakulnak jégszemek, csak az esetek egy részében ezek a felszínre érve elolvadnak. Azt, hogy kialakul-e jégeső, az a körülmény dönti el, hogy a felhőben a jégszemek mennyire tudnak megnőni, egy bizonyos mérethatár fölött ugyanis a jégszem már nem képes elolvadni a zuhanás közben, és a talajra szilárd halmazállapotban hullik.

## A jégeső kialakulása

### A jégszemek kialakulása
A jégszemek általában apró, fagyott vízcseppekből álló csírákon vagy finom jégszemcséken, más néven graupel szemeken kezdenek el kialakulni. A graupel hópelyhek összetömörödéséből és összekeményedéséből jön létre, ezért hódarának is szokás nevezni. A graupel vagy a fagyott cseppecskék nem az egyetlen csírái a jégnek. A jégszemek néha idegen anyagot, kavicsot, levelet, gallydarabot, rovarokat tartalmaznak, amelyeket az erős feláramló szelek emeltek fel a zivatarfelhőbe.

### A jégszemek növekedése

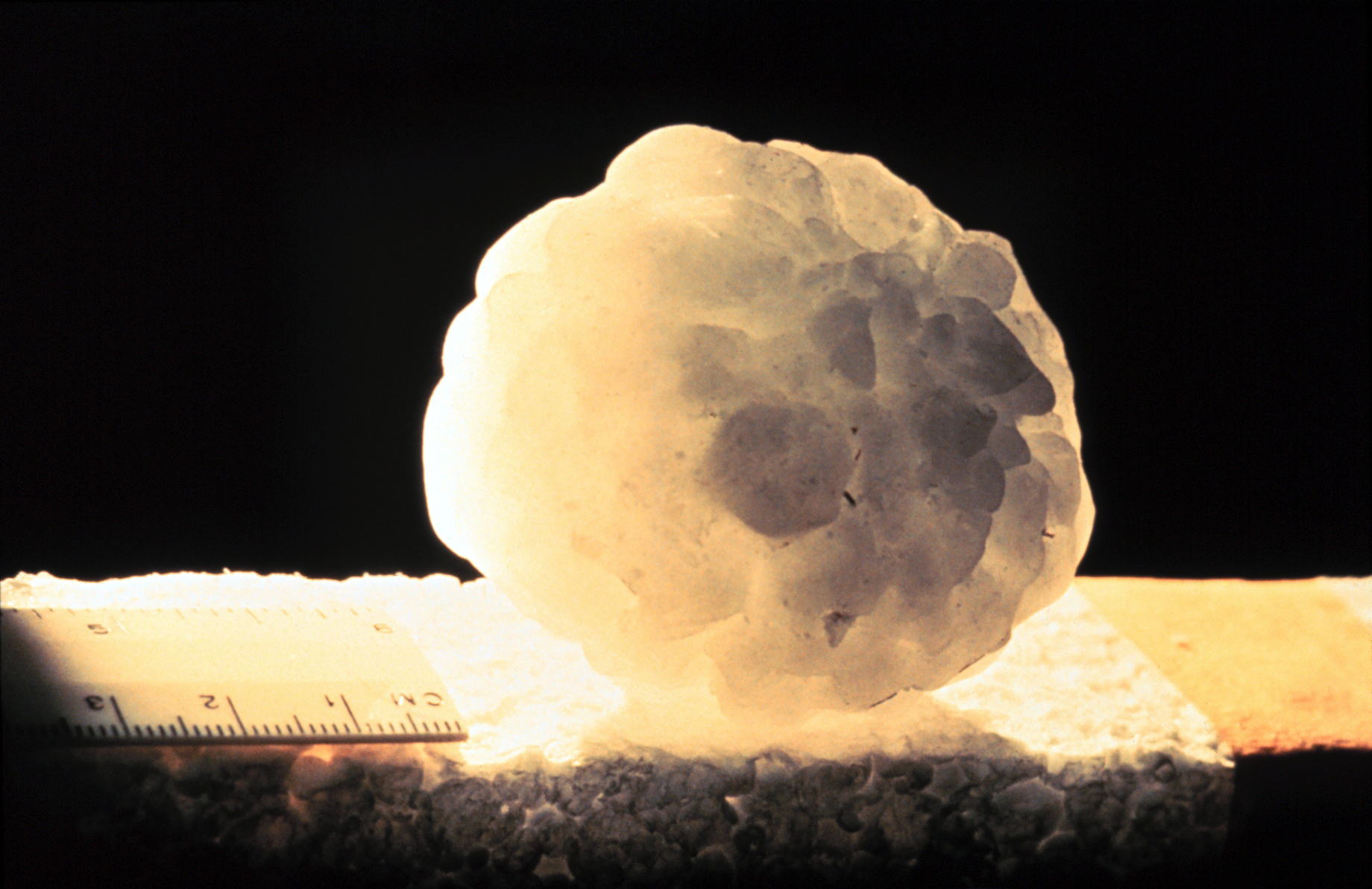
Nagy (kb. 6 cm átmérőjű) jégszem

A fagyott vízcseppek vagy graupelek igazi jégszemmé válásához további növekedésre van szükség. Ez leginkább túlhűlt vízcseppecskékkel történő ütközés révén valósul meg. A túlhűlt vízcseppek olyan apró, folyékony halmazállapotú részecskék, amelynek a hőmérséklete fagypont alatt van, ennek ellenére a csepp nem fagy meg (a jelenségnek fizikai okai vannak). Ebből következik, hogy a jégszemnek a megfelelő hízáshoz huzamosabb ideig 0 Celsius-fok alatti felhőrétegekben kell tartózkodnia.
Kétféle jégnövekedést különböztetünk meg:
1. Nedves növekedés esetén az apró jégrészecskének olyan a környezete, ahol a hőmérséklet fagypont alatti, de nem extrém hideg. Ha az apró részecske ütközik egy túlhűlt vízcseppel, a víz nem fagy rá rögtön, ehelyett egyenletesen szétterül a jégszem felszínén, és lassan fagy meg. Mivel a folyamat lassú, a légbuborékoknak van ideje kiszökni, így a létrejött jégréteg tiszta, átlátszó lesz.
2. Száraz növekedés lép fel, ha a levegő hőmérséklete jócskán fagypont alatt van, és a vízcseppecske azonnal megfagy, amint a jégrészecskével találkozik. A légbuborékok úgymond belefagynak a jégszembe, ami ezáltal homályossá, átlátszatlanná válik.

### A jégeső kialakulását segítő körülmények

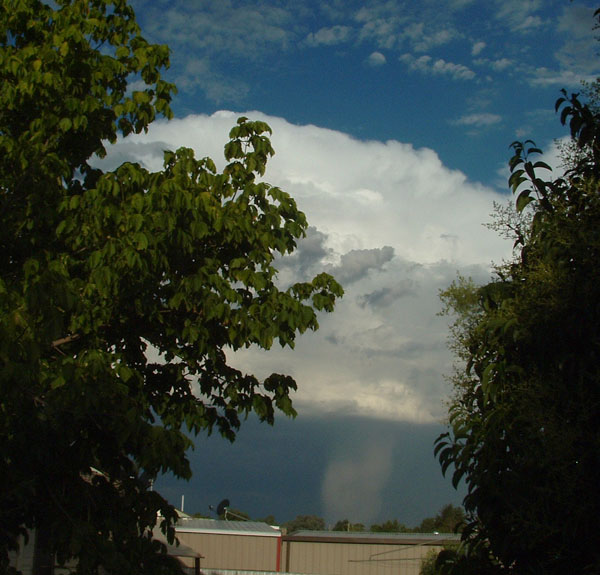
Kialakuló jégeső

Egy szárazabb légréteg a zivatarfelhő középmagas szintjein kedvezően hat a jég növekedésére. Mivel a nedvesebb levegő bekeveredése kevesebb hőt von el a felhő levegőjéből, a túlságosan nedves légkörben képződött jégszemek nem fagynak meg rendesen, és egy nedves, latyakos labdára hasonlítanak (ez az egyik oka, amiért a jég nagyon ritka hurrikánokban). A laza szemcsék esés közben szétporladnak, vagy egyszerűen teljesen elolvadnak, mielőtt elérik a talajt.
Kutatások alapján jégeső legnagyobb eséllyel akkor keletkezik, ha az ún. nedves hőmérséklet nulla fokos izotermájának magassága 2200 és 2800 méter közé esik. A csapadékhullás esetén a jég olvadáspontjának magasságát a 0 fokos nedves hőmérséklet szintje adja meg, mivel ilyenkor a csapadék bepárolgásának következtében a levegő a nedves hőmérsékletére hűl le.
Fontos, hogy a nulla fokos nedves hőmérséklet szintje ebbe a keskeny magassági tartományba essen. Ha a szint magassága ezen a tartományon kívül van, jelentősen csökken annak az esélye, hogy a jégszem szilárd halmazállapotban éri el a talajt. Ha a 0 fokos nedves hőmérséklet szintje túl magas, a legtöbb jégszem elolvad, mielőtt eléri a talajt. Jó példa erre Florida térsége. Annak ellenére, hogy Florida a zivatartevékenység melegágya, a 0 fokos nedves hőmérséklet szintje túl magas, így a jégeső ritka - a legtöbb jégszem elolvad földetérés előtt. Hozzá kell tenni, hogy a szélnyírás megjelenése - különösen szupercella esetében - lazítja a fenti kritériumot, mivel ekkor a jégszem növekedését nagy mértékben segítik a jóval erősebb feláramlások és a jégszem hosszabb tartózkodási ideje a felhőben.
Ha a 0 fokos nedves hőmérséklet magassága túl alacsonyan van - 2200 m alatt, akkor az általában viszonylag hideg légtömeget jelez alacsony szinteken. Ebben az esetben a körülmények nem megfelelőek erős feláramlások kialakulásához, így igazán nagy jégszem sem tud megjelenni a felhőben, mindez csökkenti a jégeső kialakulásának esélyeit.

### A zivatarfelhő jellemző áramlási viszonyai, és a különféle csapadékelemek helyzete
A jégesőt okozó zivatarokhoz erős feláramlások, kellően hideg légrétegek, megfelelő jégcsírák és túlhűlt vízcseppek szükségesek. Ennélfogva a zivatarlánc (squall line) és a szupercellás zivatar a leggyakoribb jégtermelő. A zivataros képződmények közül egyébként a szupercellák okoznak legnagyobb valószínűséggel heves jégesőt, mivel ezekben vannak a leghevesebb feláramlások, ugyanakkor a sajátos (vertikális szélnyírás okozta) áramlási viszonyok miatt a jégszemek többször is visszakerülhetnek a feláramlási csatornába.
Összefoglalva tehát a jégesőt segítő légköri feltételek a következők:
- nagy labilitás → ennek következtében erősebb feláramlások
- kiszáradás a troposzféra középső rétegeiben
- nagy vertikális szélnyírás
- a nedves hőmérséklet 0 fokos értékének optimális magassága

### A feláramlás szerepe a jégeső kialakulásában
A jégcsírának a növekedéshez egy bizonyos ideig a túlhűlt vízcseppek régiójában kell tartózkodnia - minél hosszabb ideig marad ott, annál nagyobb a jégszem potenciális mérete. Mivel a jégszemre is hat a Föld gravitációs ereje, így szükséges egy ellenhatás, ami folyamatosan a felhőben tartja. Ez nem más, mint a zivatar feláramlása.
A legkisebb jég képződéséhez 36 és 54 km/h körüli sebességgel rendelkező feláramlás szükséges. A nagyobb jégszemek - ezeket golflabda méretűnek nevezik (2-2,5 cm átmérővel) - körülbelül 88 km/h sebességű feláramlásokat igényelnek. A softball méretű jég 160 km/h sebességet meghaladó feláramlásokat jelent.
A nagy jégesőt okozó zivatarok keletkezéséről a mintegy 50 évvel ezelőtt legszélesebb körben elterjedt elmélet szerint a jégszem a konvektív cella fel- és leáramlásain utazva hízik egyre nagyobbra. Egy idő után aztán, mivel a jégszem súlya végleg meghaladja a feláramlás emelő képességét, a felszín felé kezd hullani. A tudomány jelenlegi állása szerint ez csupán egyféle lehetséges jégképződési mechanizmus, léteznek ugyanis másfajta módok is. A jégnek nem szükséges egy zivatarfelhő (Cumulonimbus) liftjében fel-le utaznia, úgy is növekedhet, hogy viszonylag kis sebességgel túlhűlt vízcseppekben gazdag rétegen halad keresztül. Az ilyen jégszemek belsejében gyakran csak néhány réteget figyelhetünk meg.

### A jégszem hullása
Ha a jégszem olyan méretűre nőtt, hogy a feláramlás már nem tudja fenntartani vagy a jégszem belekerül a zivatar leáramlás zónájába, elkezd hullani. Ha elég nagy méretűre hízott, akkor még a hullás közben történő olvadás vagy szétaprózódás ellenére is eléri a felszínt. A nagy méretű jégtömbök 160 km/h feletti sebességgel érkezhetnek a talajra.

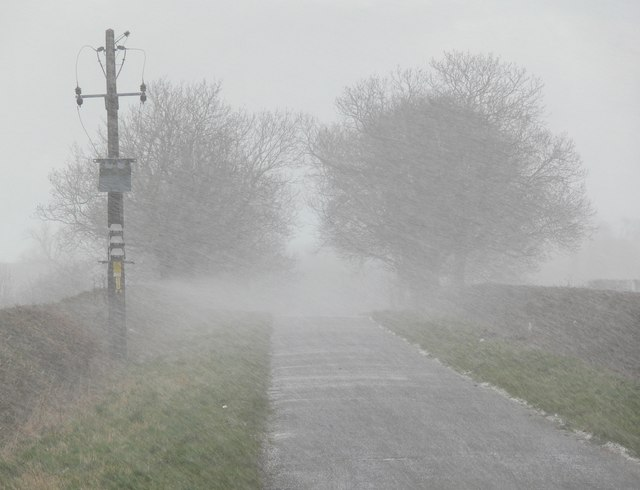
Jégeső Angliában

Azonban nem mindegyik jégtömb éli túl a lefele tartó utat. Néhány közülük ütközés közben kisebb darabokra törik szét, ezek aztán elolvadnak földetérés előtt, a többi a zivatar alatti melegebb (fagypont feletti) légrétegen keresztülhullva olvad el. Becslések szerint a zivatarfelhőben keletkezett jégszemek 40-70%-a elolvad földetérés előtt.
Ugyanakkor a konvektív cellák belsejében uralkodó kaotikus körülmények között különböző méretű jégszemek ütközhetnek. Mint ahogy az ütközés ereje a szemeket kisebbekre törheti szét, ugyanúgy össze is forraszthatja őket. Az ilyen heves kölcsönhatások szabálytalan, nagy méretű jégszemeket eredményezhetnek, amelyek gyakran megfigyelhetők intenzív zivatarokban.
A jég általában sávokban hull a felszínre, ezeket jégsávoknak nevezzük. Ezek többnyire kis - legfeljebb néhány hektár - kiterjedésűek, ugyanakkor a zivatarláncokhoz (squall line-okhoz) igen nagy területű (több tíz km széles és 100-200 km hosszú) jégsávok is tartozhatnak.
A jégsávok olyan vastagon halmozhatják fel jeget, hogy azt egyes esetekben hóekével lehet csak eltávolítani. Például az iowai Orientben (USA) jelentések szerint 1980 augusztusában 2 méter vastagon állt a jég egy zivatart követően. A nagy kiterjedésű, intenzív jégesőt produkáló jégsávok letarolhatnak egy gabonamezőt, miközben a közvetlenül szomszédos területet sértetlenül hagyják.

## A jégszemek méretei és rétegzettsége

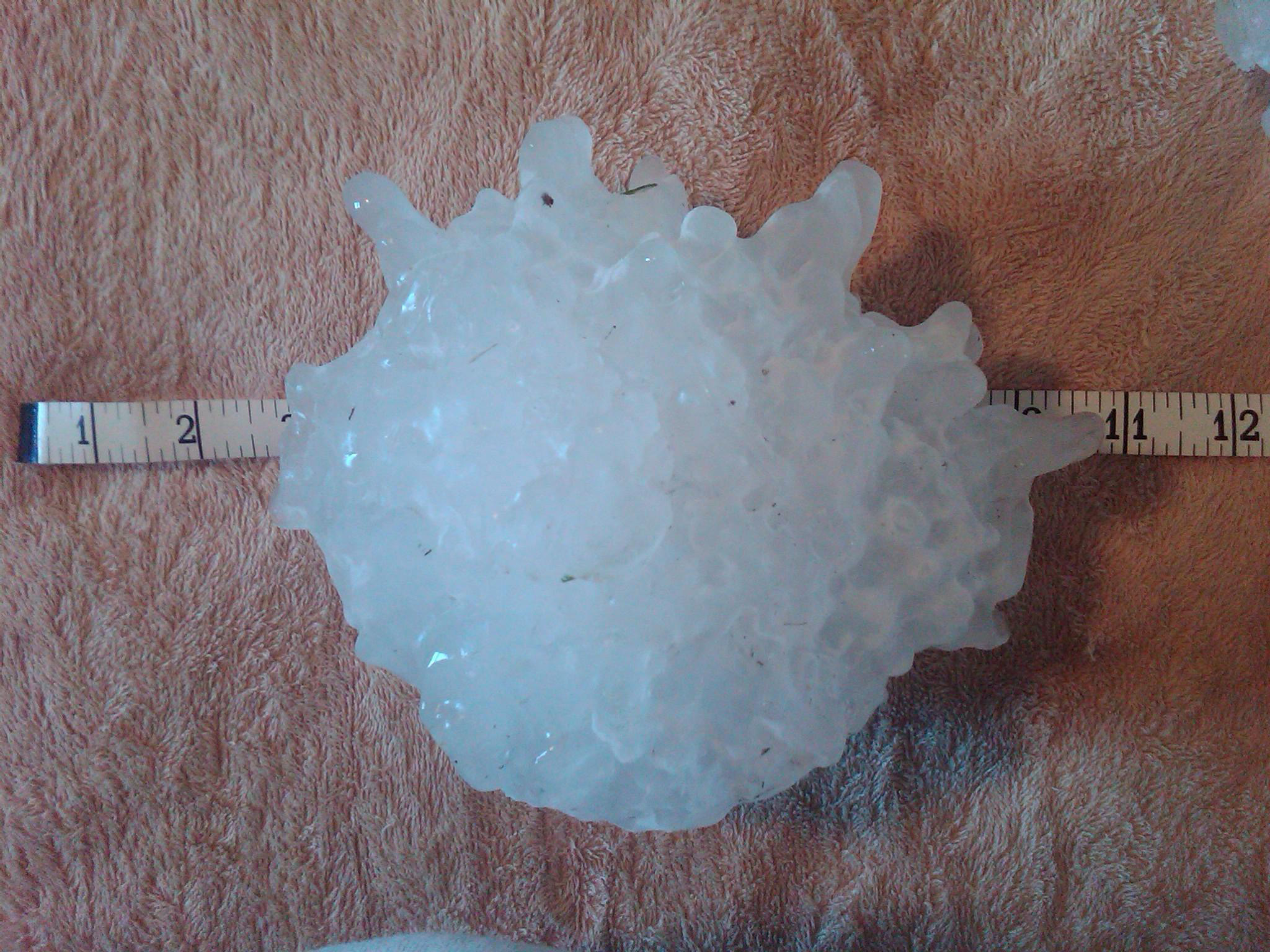
Rekordméretű jégszem

A felszínre hulló jégszemek mérete általában annál nagyobb, minél intenzívebb a zivatarfelhő. Golflabda méretű jegek kialakulásához 10 milliárdnál is több túlhűlt vízcseppecske felhalmozódására van szükség, amiknek ehhez legalább 5-10 percig a viharfelhőben kell maradniuk. (Összehasonlításképpen egy esőcsepp kialakulásához egymillió cseppecske szükséges.) Emiatt nagyméretű, szignifikáns jég (5 cm felett) leginkább szupercellákban képződik, mivel ez az a zivatartípus, amiben egyáltalán kialakulhatnak az ehhez szükséges erőteljes feláramlások. Az egycellás vagy gyenge multicellás zivatarok jellemzően kisméretű (2 cm alatti) jegeket produkálnak.
A NEFELA Dél-magyarországi Jégesőelhárítási Egyesülés kategorizálása alapján hazánkban a következő tipikus jégszemátmérőket állapíthatjuk meg:
- búzaszem nagyságú (3-4 mm)
- borsószem nagyságú (5-8 mm)
- mogyoró nagyságú (9-12 mm)
- cseresznye nagyságú (13-18 mm)
- dió nagyságú (19-25 mm)
- golflabda nagyságú (26-35 mm)
- teniszlabda nagyságú (36-50 mm)

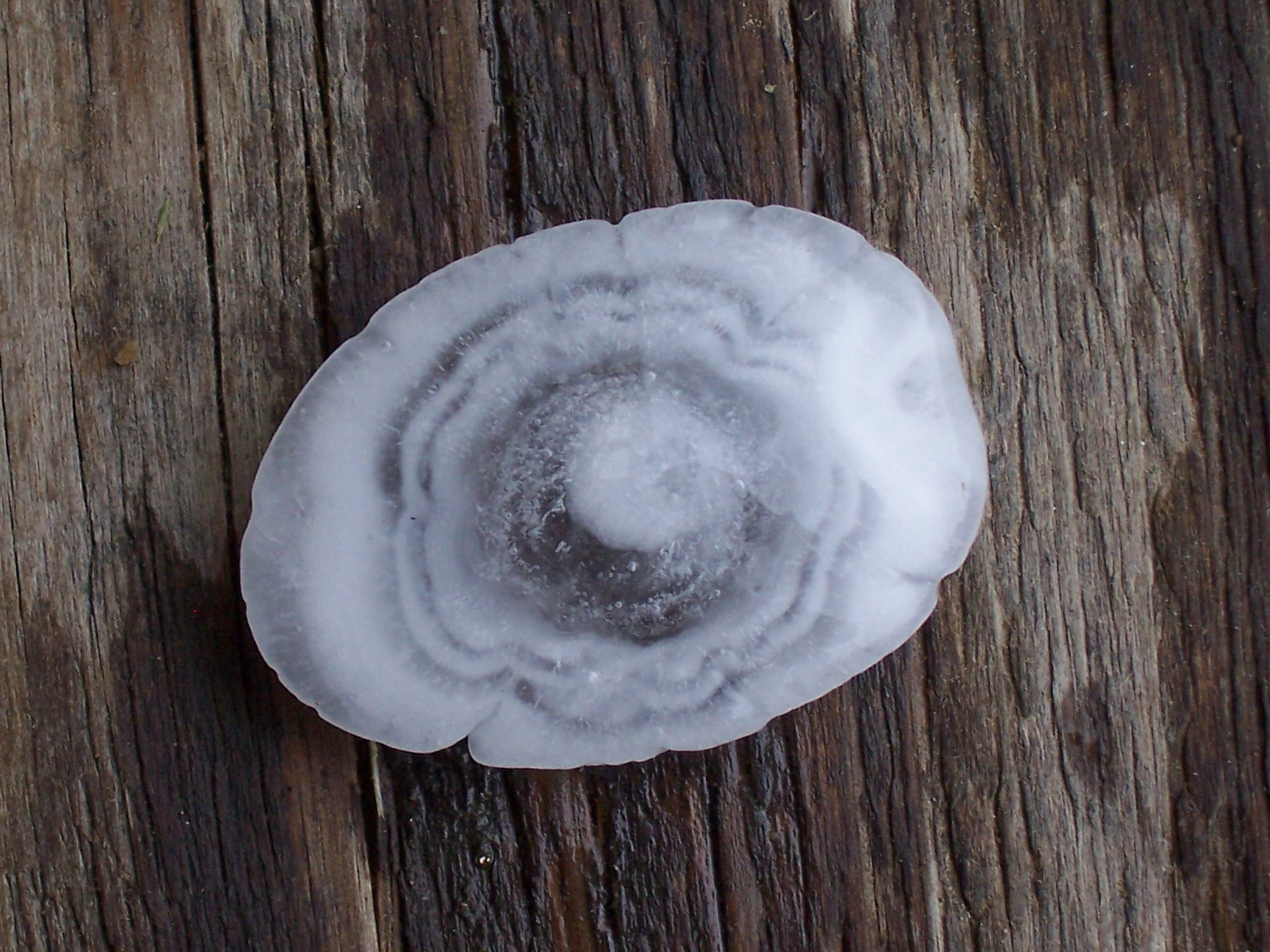
Jól láthatóak a koncentrikus jégrétegek a jégszemben

A felszínre hullott jégszemek gyakran a hagymához hasonló réteges szerkezetűek. Ez arra utal, hogy korábban a zivatar feláramlási csatornájában többször is fel-le utaztak. Ugyanakkor kevés réteg vagy egy sem alakul ki bennük, ha a kihullás előtt viszonylag egyensúlyban lebegtek a feláramlásban. A rétegeket megszámolva meg lehet mondani, hányszor sodródott fel a jégszem a zivatarfelhő tetejére.
A legnagyobb zivatarfelhők a trópusokon alakulnak ki, itt gyakran golflabda nagyságú jégszemek esnek. A legtöbb jégeső ugyanakkor az Egyesült Államokban, a Sziklás-hegységtől a Mississippi folyóig terjedő, Hail Alley-ként (Jégeső-völgy) emlegetett területet sújtja. Itt évente több mint 500 millió dollárnyi jégkár keletkezik.
Az Egyesült Államokban 2010. július 23-án, a dél-dakotai Vivian városában hullott az eddig ismert legnagyobb, 20 cm-es átmérővel és második legnagyobb kerülettel (47,3 cm) rendelkező jégszem. Ez egyben a második legnehezebb címet is viseli 0,88 kilogrammos tömegével. A nevezett viharból hulló jégtömbök tetőket szaggattak át, ökölnyi méretű lyukakat hagytak a belső mennyezeten, áttörtek szélvédőket, továbbá 5 személy meg is sérült a jegek okozta ütésektől. A masszív jégtömbök tekintélyes nyomot hagytak a talajon, és a nagy, dinnye méretű bemélyedéseket még a következő napokon is meg lehetett figyelni.
A legnagyobb ismert körmérettel egy, a Nebraska állambeli Aurora településen 2003. június 22-én talált jégszem büszkélkedhet: kerülete elérte a 47,6 cm-t, átmérője (17,8 cm) pedig csak kevéssel maradt el a viviani rekorder jégesőszemcsétől.
A világon előfordult legnehezebb, ismert jégdarab azonban az előbbieknél is többet, 1,02 kilogrammot nyomott. A hatalmas jégszemek 92 ember halálát okozták 1986. április 14-én a bangladesi Gopalganj településen.

## A jégeső okozta károk

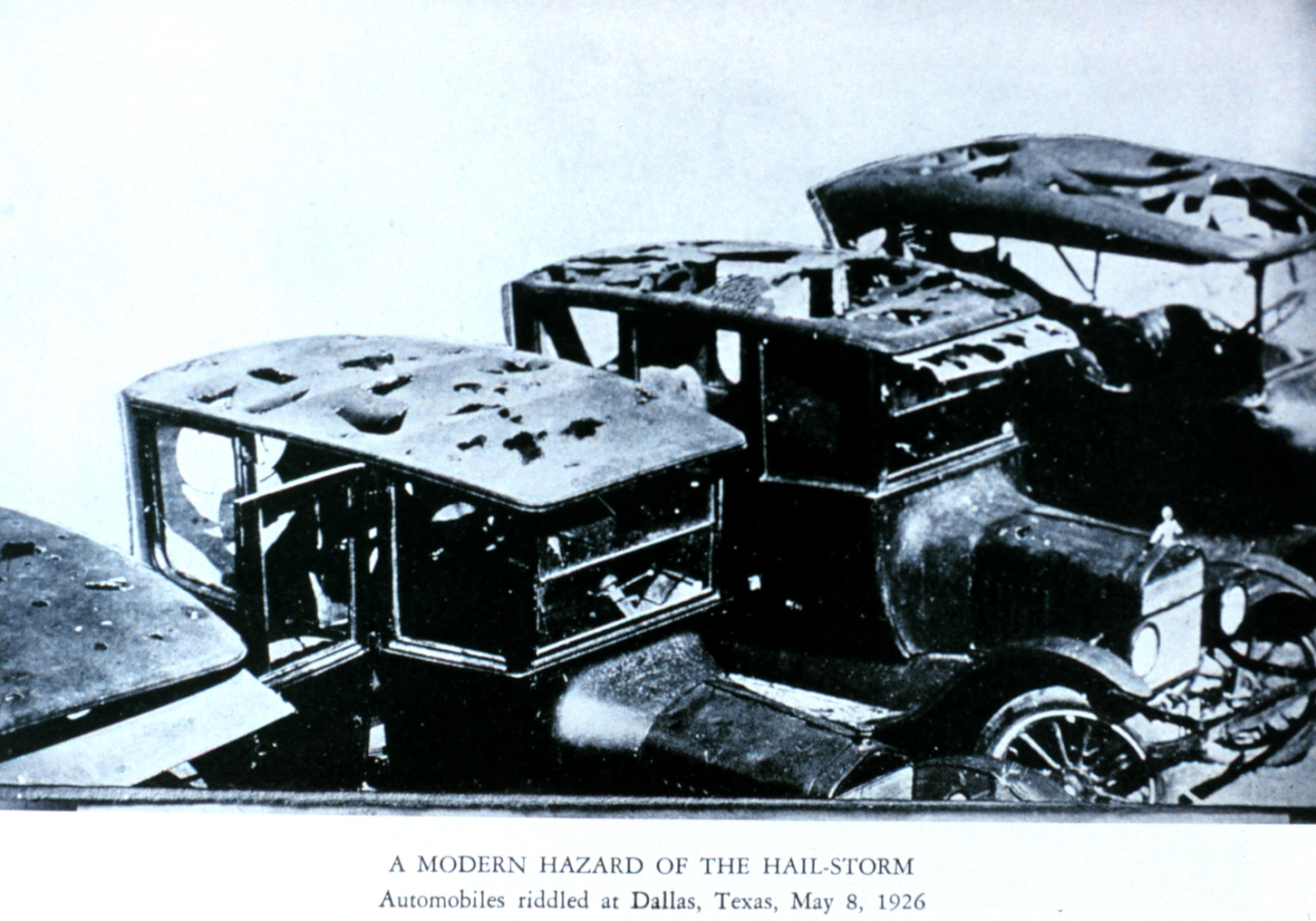
Jégesőben károsodott gépjárművek (Dallas 1926) - NOAA Photo Library

A jégeső súlyos károkat okozhat az épületek tetőin és tetőablakain, a gépjárművekben, repülőgépekben, valamint az állat- és növényállományban. A nagyobb jégszemek komoly kozmetikai sérüléseket okozhatnak a gépjárművek karosszériáján és berepeszthetik, betörhetik azok szélvédőjét és egyéb üvegfelületeit. A jégeső a légi közlekedésben is az egyik legnagyobb veszélyforrásnak számít. A nagyobb jégszemek másodpercek alatt komoly károkat okozhatnak a repülőgépekben és a kifutópályán összegyűlő jégdarabok veszélyessé tehetik a repülőgépek landolását. A jégeső és a viharos szél okozta sérülések nagy kárt tehetnek az időjárásnak kitett növényállományokban. A sérüléseken könnyebben bejutnak a kórokozók és kártevők, valamint a legyengült növények jelentősen elmaradhatnak a fejlődésben.

### A legnagyobb jégeső okozta katasztrófák
Az anyagi károk mellett a legsúlyosabb jégesők azonban gyakran - akár halálos áldozatokkal is járó - személyi sérülésekkel is járhatnak. Az egyik legnagyobb és legkorábbi, jégesőből származó tragédia a IX. század környékén, Roopkundban (India, Uttarakhand állam) következett be, amely több mint 200 zarándok halálát okozta. A legnagyobb hivatalosan rögzített, halálos áldozatokkal járó jégeső 1986. április 14-én, a bangladesi Gogalpanj településen következett be, melynek során az 1 kg-ot is meghaladó jégdarabok 92 ember halálát okozták.

### Jelentősebb jégeső-károk Magyarországon

#### Az 1987. július 25-i jégverés
Az utóbbi évtizedek legnagyobb jégverése 1987. július 25-én érte az országot, a legjelentősebb károk Baranya, Somogy, Tolna, Bács-Kiskun, Csongrád, Veszprém és Szolnok megyékben alakultak ki. A 3, helyenként 5 cm átmérőjű jégszemek letarolták a gyümölcsösöket és a zöldségeskerteket, a szélvihar számos fát gyökerestől csavart ki.

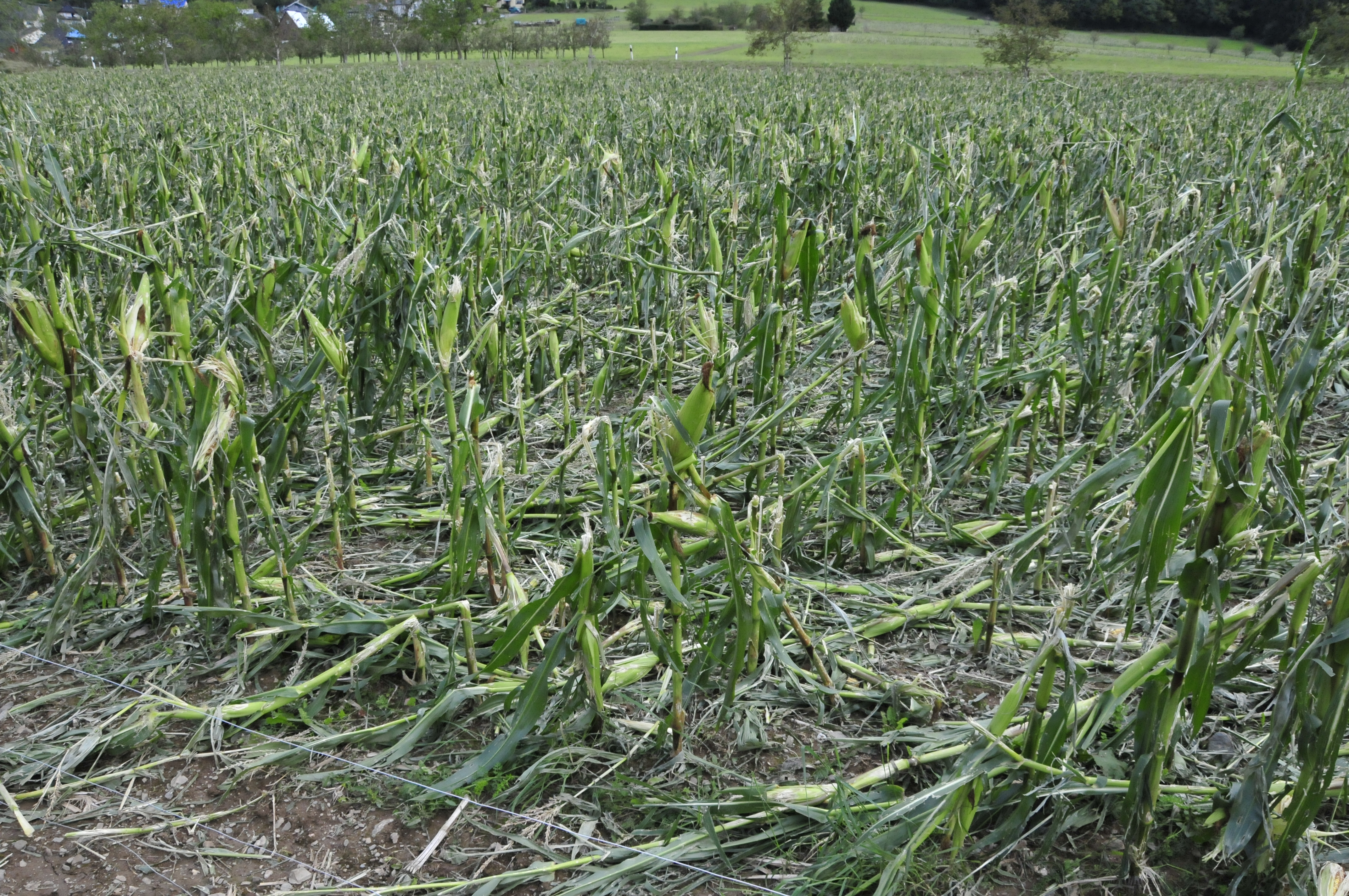
Jégeső okozta károk egy kukoricaföldön

Nemcsak a növényzetben, az épületekben és gépkocsikban is komoly károkat okozott a jég. A leginkább sújtott településeken gyakorlatilag nem maradt olyan épület, amelynek tetőzete vagy ablakai megúszták volna épségben az elemi csapást. A jégeső és az orkánerejű szél következtében Siklóson a várat, Harkányban pedig a strandot több napra be kellett zárni. Az Állami Biztosító kárfelmérése szerint a károk összértéke Baranyában elérte a 700 millió forintot.
A jelenségért egy Észak-Európa felett örvénylő ciklon volt felelős, mely egész Európára kiterjesztette hatását, és annak következtében heves zivatarláncok sorozata alakult ki az országban. A rendszerhez tartozó első zivatarhullámban két, egymással párhuzamosan mozgó, egymástól mintegy 50 km-re lévő szupercella alakult ki, melyek nyugat-keleti irányba mintegy 100 km/h sebességgel haladtak. Az északabbi Veszprém, Fejér, Pest, Bács-Kiskun és Szolnok megyéket érintette, jelentős károkat okozva. A délebbi szupercella még intenzívebbnek bizonyult, Zala, Somogy, Tolna, Bács-Kiskun és Csongrád megyékben több száz kilométeren keresztül közel állandó intenzitású heves jégesőt és szélvihart eredményezett. Mintegy két órával később egy harmadik szupercella is fejlődött, mely intenzitását tekintve a legerősebbnek mutatkozott; ez Somogy megye déli részét és Baranyát érintette, s az általa okozott pusztítás mértéke meghaladta az előző kettőét is.

#### Jelentős agrárkár a 2012. június 9-i jégverés nyomán
2012. június 9-én a délutáni órákban rendkívül heves zivatarcellák érték el a Dunántúl délnyugati részét. A legerősebb cellák 18:45 körül lépték át az országhatárt Barcs környékén, melyek ezután Pécs (Baranya)– Baja (Bács-Kiskun)– Szeged (Csongrád)– Békéscsaba (Békés) vonalában rendkívül intenzív csapadékot, viharos szelet és 3-4 cm átmérőjű jeget eredményeztek. A pusztítás zömét egyetlen, különösen erős és hosszú életű örvénylő zivatarcella, egy szupercella okozta. A diónál nagyobb jég fél órán keresztül hullott.
Az őszi árpa és az őszi búza sérült a legnagyobb mértékben, a jég kiverte a szemeket a kalászokból. Nagy veszteségeket okozott továbbá a napraforgó-, kukorica- és dinnyeállományokban, a gyümölcsfákon, a szőlő egy részénél és a zöldségeskertekben is. A jégverés erősségét jelzi, hogy a fóliasátrakon 1 négyzetméteres területen 120-150 körüli jégverésnyomot találtak.

## Védekezés a jégeső ellen

### Korai kísérletek a jégeső elhárítására

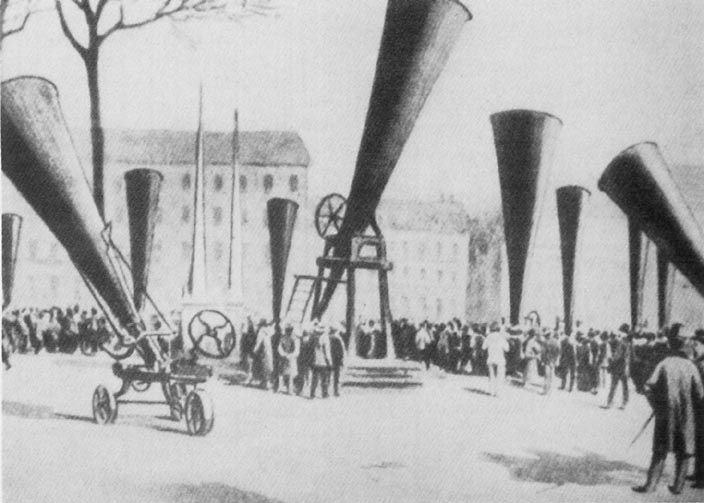
Jégágyú vásár a 3. Nemzetközi Jéglövő Konferencián, Lyon 1901

Már nagyon régen megfigyelték az emberek, hogy csaták közelében megnövekszik a csapadékképződés lehetősége. Ma már tudjuk, hogy ennek oka a levegőbe kerülő nagy mennyiségű füst és por volt, amelyek természetes kondenzációs magvakként szolgálva elősegítették a felhő- és csapadékképződést. Akkoriban azonban ezt a hatást az ágyúk hangerejének tulajdonították. A viharágyús módszert egy osztrák szőlősgazda, Albert Stiger találta fel, 1896-ban. A berendezés egy felfelé irányuló ágyú (tölcsér) volt, amely felerősítette az acetilén robbanás hangját, amely így a 120 dB-t is meghaladta. A viharágyúk használata divatossá vált, főleg Ausztriában és Olaszországban. A viharágyú nagy és hatásosnak tűnő gépezet volt, de a hosszú évek gyakorlati alkalmazása során kiderült, hogy nem sokkal hatékonyabb, mint a hettiták felhők felé kilőtt nyilainak felhőoszlató próbálkozásai az ókorban, vagy a 15. századi zivatar elé harangozás módszere. A Meteorológiai Világszervezet (WMO) hivatalos állásfoglalásában tudományosan megalapozatlannak nevezte a viharágyúk alkalmazását.
A másik „robbantásos” módszer a lökéshullámok keltése volt a felhőkben. Úgy vélték, hogy a lökéshullámok véletlenszerű légbuborékokat hoznak létre, amelyek a jégszemek összezúzásához vezetnek. Kifejlesztésre kerültek az Italrazzi-féle anti-jég rakéták, melyek kb. 1 kilogrammnyi TNT robbanótöltetet szállítottak a felhők alsóbb rétegeibe. Az ehhez hasonló rakéták nagyon népszerűvé váltak Olaszországban, Kínában, Kenyában és a Balkánon is. Későbbi vizsgálatok kimutatták, hogy egyszerre 250 darab, 8 kilogrammos robbanóanyaggal ellátott rakéta sincs hatással a jégszemekre.
Az időjárás-módosításban az áttörés a XX. század közepén jött el. Az első fontos lépést Vincent Schaefer amerikai tudós kísérlete jelentette 1946-ban. Schaefer szerette volna modellezni a repülőgépek szárnyán jelentkező jegesedés mikéntjét és ehhez egy ködkamrát alkotott. Egy alkalommal a ködkamra túlságosan felmelegedett, amit szárazjéggel (szilárd CO2) próbált hűteni. Így teljesen véletlenül fedezte fel, hogy a szárazjég felhőmagvasító hatású. Néhány nappal később egy kisrepülővel felszállva berepült egy nagy kiterjedésű középmagas felhőbe és itt szárazjég részecskéket szórt ki. Ennek eredményeként a beszórt terület felett havazás indult meg, de a környező területeken nem volt semmilyen csapadék. Schaefer kísérlete után Bernard Vonnegut kutatási eredményei alapján kiderült, hogy a jégképződést más anyagok is elősegítik, amelyeknek legjellemzőbb tulajdonsága, hogy szerkezetük nagyon hasonló a jég kristályszerkezetéhez és nem oldódnak vízben. Ilyen anyagok például a kaolin, az ólom-és ezüstjodid, valamint a fémoxidok többsége. A modern, ma is használatos jégeső-elhárítás alapja így az lett, hogy a jég keletkezési folyamatát próbálják befolyásolni úgy, hogy jégképző magvakat, leggyakrabban ólom- és ezüstjodidot juttatnak a felhőkbe rakétákkal, repülőgépről, vagy természetes úton, a konvekciót felhasználva.

### A jégeső-elhárítás modern módszerei
Az összes, jelenleg használt, bizonyítottan hatásos jégeső-elhárítási módszer alapja ugyanaz: reagens anyagot juttatnak a felső légrétegekbe, hogy ezzel befolyásolják a jégképződést. A jégeső-elhárítás legfőbb célja a jégszemek méretének csökkentése a légtér reagens anyaggal való telítésével. A felhőbe juttatott, jégkristály szerkezetéhez nagyon hasonló mikron méretű ezüstjodid (AgI) molekulák elősegítik a túlhűlt vízcseppek fagyását. Így több jégszemkezdemény alakul ki és ezek egymással versenyezve gyűjtik össze a még folyékony halmazállapotú vízcseppeket. A jégképződésbe való mesterséges beavatkozás nyomán ugyan több jégszem keletkezik, mint természetes körülmények között, de a kialakuló jégszemek mérete kisebb lesz. Ezek a jégszemek lassabban esnek a föld felé, ezért hosszabb időt töltenek a pozitív hőmérsékleti tartományban. Az így bekövetkezett olvadás nyomán méretük jelentősen csökken. Így az ilyen védelemben részesülő védett területen a jég által okozott kár is kisebb lesz.
Napjainkban a magvasító anyagoknak a kívánt helyre, a megfelelő időben és szükséges mennyiségben történő bejuttatására lényegében háromféle eljárás használatos:
- a háttérmagvasítás,
- a feláramlásban történő magvasítás és
- a direkt injektálási technika.

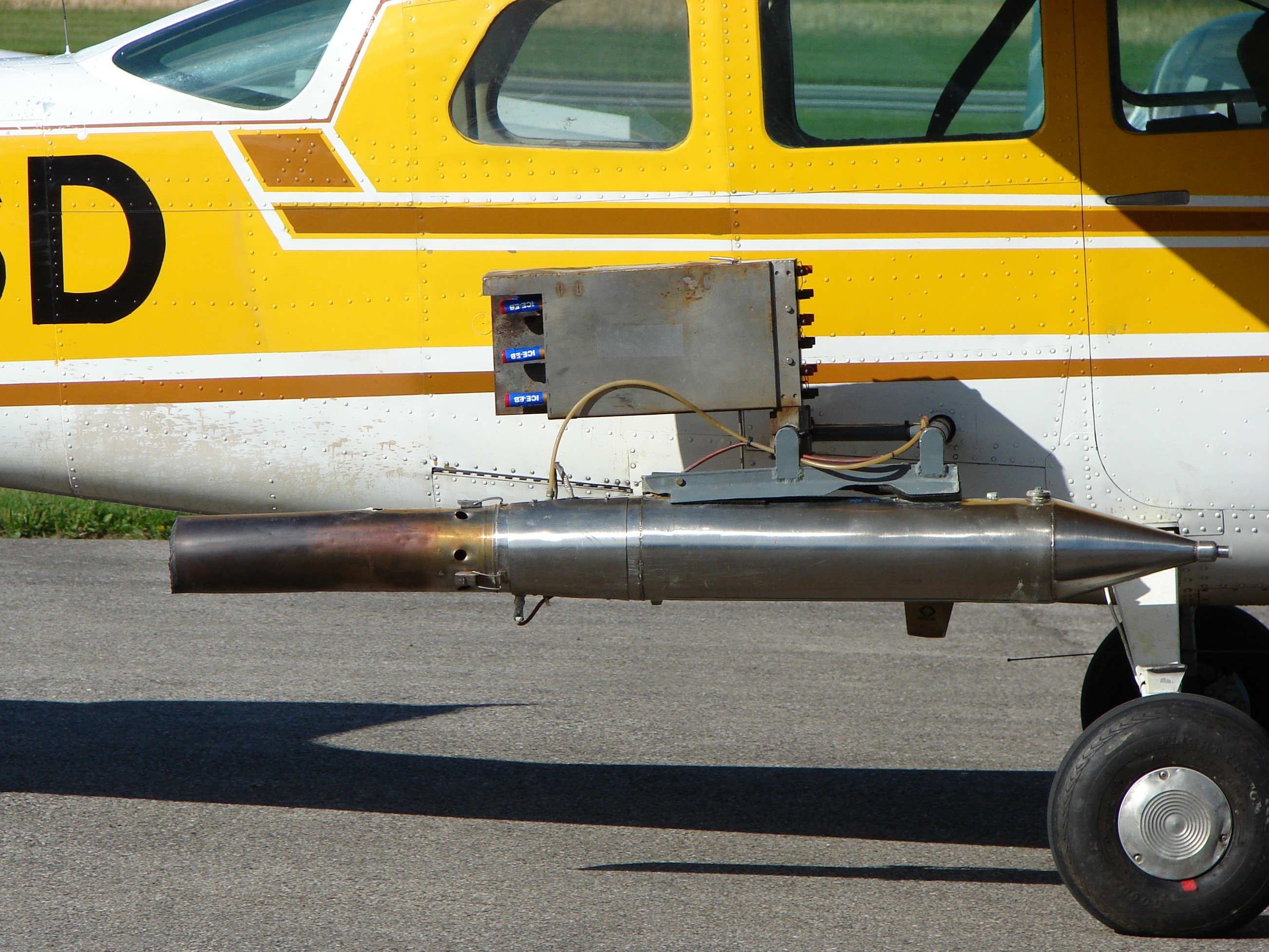
Cessna 210 repülőgépre szerelt ezüstjodid generátor

A háttérmagvasítás célja, hogy a magvasító anyag részecskéi már a zivatarfelhő kialakulása előtt és a szükséges koncentrációban jelen legyenek a jégeső képződés szempontjából fontos teljes légtérfogatban. Ez óriási mennyiségű jégképző mag egyenletes és folyamatos légkörbe juttatását igényli. A mesterséges jégképző magvak létrehozásának legrégibb és ma is leggyakrabban használt eszközei az úgynevezett generátorok. Ezek stabil és hordozható (például repülőgépre szerelhető) változatát az 1950-es évektől kezdődően dolgozták ki.
A talajgenerátoros jégeső-elhárítást, egy francia kutató, Prf. J. Dessens fejlesztette ki. A talajgenerátoros jégeső-elhárítás során a talajfelszínen levő talajgenerátorok égető kéményéből kikerülő ezüstjodidot (AgI) juttatnak a felhőrétegbe. Az ezüstjodid részecskéknek ahhoz, hogy hatásukat kifejthessék, nagy koncentrációban és még a jégszemek kialakulását megelőzően kell a zivatarfelhőkbe jutniuk. A zivatarok kialakulását segítő meleg levegő feláramlás (konvekció), valamint a hidegfrontok előtt megfigyelhető nagy területen meglévő feláramlás segíti elő, hogy az ezüstjodid részecskék a felhőbe juthassanak.
A talajgenerátoros jégeső-elhárítás megelőző, preventív módon működik, a már kialakult jégszemeket nem tudja „szétrobbantani”, „elolvasztani”. A védett területen kívülről érkező jégfelhő sajnos továbbra is károkat fog okozni. Sok szakember véleménye szerint a módszer hátránya, hogy a magvak tényleges koncentrációja csak a légköri hőmérsékleti- és széleloszlás különösen kedvező, de befolyásolhatatlan kombinációja esetén éri el a kívánatosnak tartott értéket azokban a felhőzónákban, amelyeket a jégképződés szempontjából kritikusnak tartanak.
A feláramlás magvasításakor a módszernek, repülőgépes jégeső-elhárításnak is az ezüst-jodid az alapja, amelyet ez esetben a repülőgép visz fel a magasba és bocsátja ki a zivatarcella közvetlen közelében. Eszközei a generátorok és az ún. pirotechnikai patronok, amelyeket többnyire a szárnyak alá helyeznek, és a kabinból hoznak működésbe. Mivel a felhőket létrehozó feláramlások különösen a konvektív felhőkben nem mindenütt egyformán erősek, így a legintenzívebb áramlási zónákat kutatják fel és ezekbe diszpergálják a reagens részecskéit. E repülőgépes módszer az előzőhöz képest hatékonyabb, hiszen a kevesebb anyagot jóval koncentráltabban alkalmazza.
A repülőgépes jégeső-elhárítás előnye, hogy a radarmérések elemzésével, a repülőgéppel még időben elébe lehet kerülni a nagy sebességgel haladó viharfelhőknek, így még akkor el lehet végezni a beavatkozást, amikor nem alakultak ki nagyméretű jégszemek. Emellett a repülőgép pilótája könnyen tud alkalmazkodni a gyorsan irányt változtató viharfelhőkhöz, mivel állandó rádiókapcsolatban van a radarállomással és a diszpécser központtal. Továbbá viszonylag kis ráfordítással nagy területet lehet vele levédeni. A jégelhárítás hatósugara becslések szerint 50-60 km. Hátránya, hogy a beavatkozást a viharfelhők közelében kell elvégezni, amely igen veszélyes, jó állapotban levő repülőgép és tapasztalt pilóta szükséges hozzá. Az alacsony beruházási költségek mellett költséges az üzemeltetése a speciális reagens tartó és a repülőgép repülési költsége okán. Repülőgépes jégeső-elhárítás működik jelenleg például Ausztriában, Görögországban és Németországban.
Jelenlegi ismereteink szerint a közvetlen injektálás a reagens részecskéinek bejuttatására szolgáló leghatékonyabb módszer. A közvetlen injektálás eszközei a rakéták, vagyis az ezüst-jodidot a földről kilőtt rakéta viszi fel a légkörbe a megfelelő helyre. Az egykori Szovjetunióban (Grúziában) fejlesztették ki az első jégesőelhárító rakétákat. Korábban Magyarországon is használták 1976–1990 között Baranya megye, majd később Bács-Kiskun megye területén is (1985–1989). Ma már csak néhány balkáni országban (Szerbia és Bulgária), valamint Svájcban üzemeltetik. Előnye, hogy azonnal fejti ki hatását és ott ahol szükséges. Hátránya a nehézkes kezelhetőség, a rendkívül veszélyes üzem és a kis hatótávolság (egy-egy rakétabázissal viszonylag kis terület védhető meg).

### A jégeső-elhárítás Magyarországon

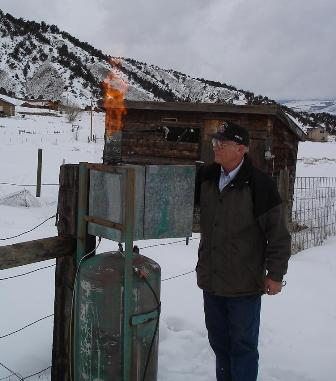
Ezüstjodod talajgenerátor

Hazánkban a jégesők elleni védekezés szinte egy időben indult meg a környező országok ilyen irányú tevékenységével. Így először az osztrákoktól átvett viharágyúzás technikáját, majd a szovjetek által kifejlesztett rakétás elhárítási módszert kezdtük alkalmazni azokon a területeken, ahol a jégesők kialakulása a leggyakoribb volt. A rakétás módszert szervezetten elsőként 1976-ban kezdték nagyobb területen használni az országban. A rakétás jégeső-elhárítás módszerét az 1960-as évektől egészen 1990-ig sikeresen alkalmazták a védett területeken. A rendszer akkor kényszerült feloszlani, amikor az Állami Biztosító 1990-ben megszüntette a folyósított támogatás összegét a magas működési költségekre hivatkozással.
Mivel egyre kiterjedtebb területen, egyre nagyobb igény mutatkozott a gazdálkodó mezőgazdasági termelők részéről egy hatásos, a jégveréssel szemben védelmet biztosító rendszer iránt, 1991-ben megalakult az alacsonyabb költségekkel járó talajgenerátoros módszert alkalmazó NEFELA Dél-magyarországi Jégesőelhárítási Egyesülés, amelynek tevékenysége Baranya, Somogy és Tolna (vár)megyére terjed ki. Alapító tagjai között volt több mint 100 mezőgazdasági nagyüzem, két biztosító társaság (ÁB-Aegon Rt., Hungária Biztosító Rt.), az állam és az Országos Meteorológiai Szolgálat. A három megyére kiterjedő talajgenerátor-hálózatot a társaság 4 főállásban dolgozó munkatársa és 141 kezelő üzemelteti, akik munkáját a nyári időszakban még 8 fő meteorológus is segíti. Az Egyesülés radarközpontja a Mecsekben, a Hosszúhetény melletti Hármas-hegyen található. A megfigyeléseket minden évben május 1-jén kezdik és egészen szeptember 30-ig végzik. A Vortex típusú talajgenerátorokat a francia, ANELFA jégeső-elhárítási egyesülés eszközeinek mintája alapján gyártatták le, és így egy már 30 éve tesztelt és jó tapasztalatokkal bevált módszert sikerült meghonosítani Magyarországon is. Évente általában 40–50 beavatkozásra kerül sor, a generátorok alkalmanként 2–10 órán keresztül működnek, így éves szinten egy generátor 200–250 órát üzemel. Általában az összes (141 db) generátort bekapcsolják, de az időjárási helyzetet figyelembe véve, szakaszos üzemeltetést is alkalmaznak.
A Magyar Biztosítók Szövetsége (MABISZ) 2008-as adatai szerint ma már az Egyesülésben részt vevő három megye az egyik legkedvezőbb terület hazánkban a jégesők által okozott károk szempontjából. Amíg a nem védett megyében a kárarány átlagosan 2,5–3% körül mozog, addig védekezésben részt vevő területeken jóval 1% alatt marad ez az érték.